# Mariano Eusebio Feijoo
Mariano Eusebio Feijoo fue un político peruano.
En representación de la provincia de Azángaro, fue uno de los sesenta y cinco diputados electos en 1825 por la Corte Suprema y convocados para aprobar la Constitución Vitalicia del dictador Simón Bolívar. Sin embargo, a pesar de que dicho congreso estuvo convocado, el mismo decidió no asumir ningún tipo de atribuciones y no llegó a entrar en funciones.
Fue elegido diputado convencional por la provincia de Carabaya para la Convención Nacional de 1833 que expidió la Constitución Política de la República Peruana de 1834, la cuarta de la historia del país.